# Tavaresia angolensis
Tavaresia angolensis là một loài thực vật có hoa trong họ La bố ma. Loài này được Welw. miêu tả khoa học đầu tiên năm 1854.